# Flaó

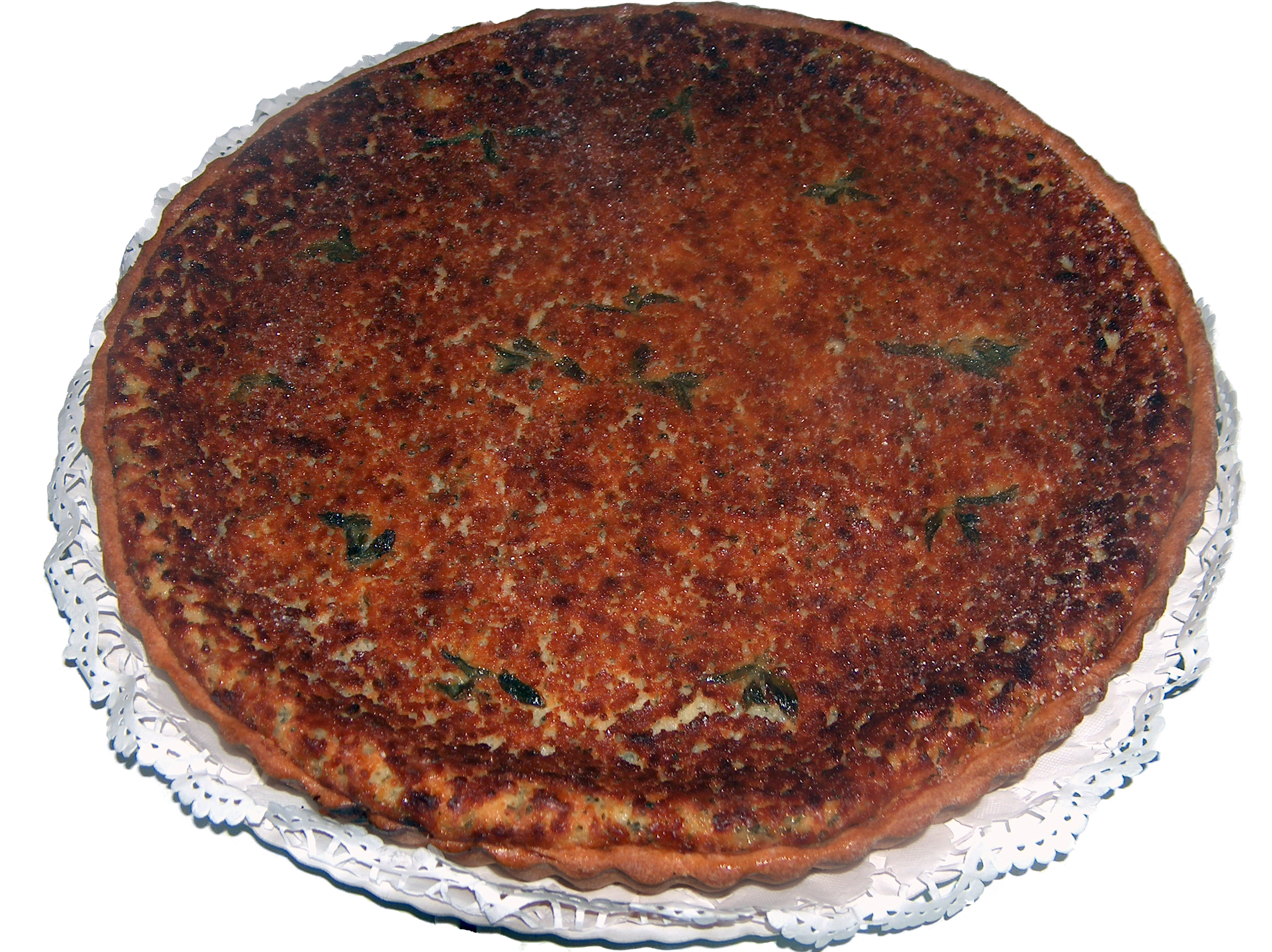
Flaó d'Eivissa.

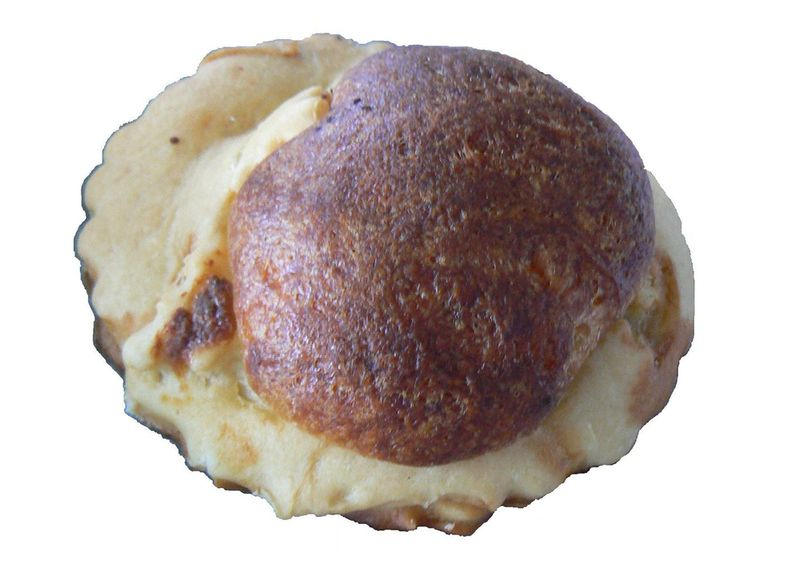
Flaó de Menorca.

El flaó és un pastís fet amb pasta de farina farcida de brull o brossat, formatge
o crema, amb diferents ingredients i amb diferents formes segons les comarques
d'origen.

## Història
El llibre Blanquerna (1283) de Ramon Llull és la primera constància escrita que es conserva de l'elaboració del flaó i diu: "li donà un flaó que menjàs en l'escola si li venia sabor de menjar."
La seva presència està documentada arreu de les terres de llengua catalana. El primer esment és en un document rossellonès del 1252 en la forma llatinitzada "flaonem". A l'Empordà eren famoses les flaones, pròpies de la Pasqua Granada. A Mallorca els flaons eren a manera de panades, sense tapadora, de devers un pam de diàmetre, i s'omplien de brossat, ous, llimona rallada i sucre. A l'actualitat, és un pastís típic de diversos llocs, com Eivissa i Formentera, Menorca, Olot i el Maestrat.
Antigament a determinats llocs es preparava per Pasqua, aprofitant l'abundància dels ingredients principals. Actualment es pot degustar a totes les èpoques de l'any.

## Variants

### Alt Maestrat
El flaó de l'Alt Maestrat és un pastisset semicircular farcit d'una barreja de brull i pasta d'ametlla aromatitzada amb aiguardent i mistela. Els flaons de Morella són la icona gastronòmica de la històrica ciutat.

### Eivissa i Formentera
El flaó pitiús és un pastís circular farcit de formatge tendre esmicolat, ous, sucre i unes fulles d'herba-sana. Els ingredients del flaó d'Eivissa són:
- De la pasta: Farina, anís, llard de porc, ratlladura de llima, ou, aigua, matafaluga i oli
- Del farcit: Formatge tendre de cabra i formatge d'ovella, ous, sucre i herba-sana

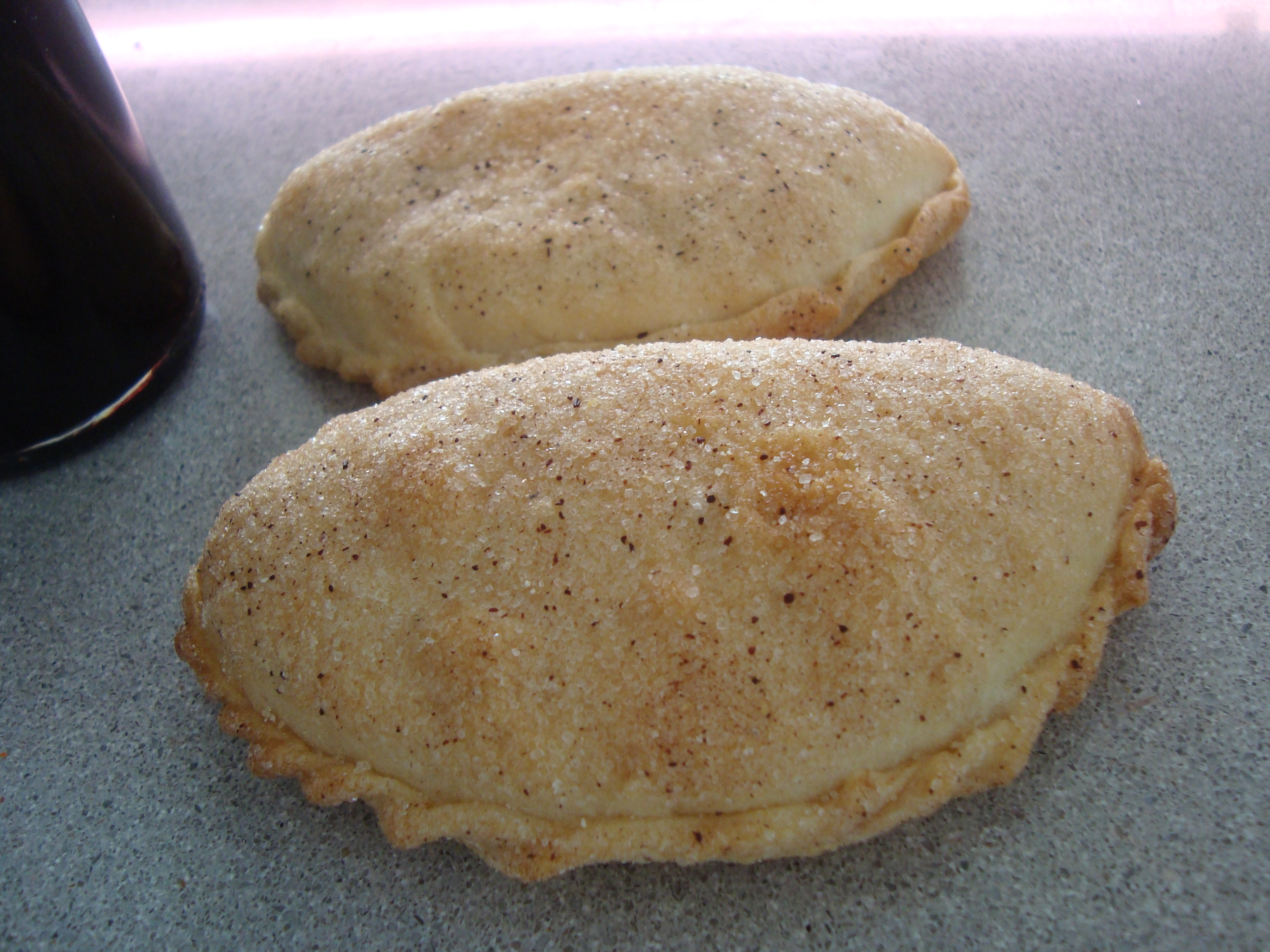
Flaons de Xert

### Menorca
El flaó de Menorca és una pasta salada de formatge tendre de Maó, farina, oli d'oliva i llevat, que es bufa molt al mig, cosa que li dona una forma característica amb un bony al mig i puntes ovalades al voltant. A Menorca el flaó no està farcit, sinó que el formatge està barrejat amb la resta de la pasta.